# Держави-члени Світового банку
До Світового банку станом на 2017 рік входить 189 держави. П'ять держав-членів Організації Об'єднаних Націй, які не є членами Світового банку: Андорра, Куба, Ліхтенштейн, Монако та Північна Корея.

## Держави-члени
- Австралія

- Австрія

- Азербайджан

- Албанія

- Алжир

- Ангола

- Антигуа і Барбуда

- Аргентина

- Афганістан

- Багамські Острови

- Бангладеш

- Барбадос

- Бахрейн

- Беліз

- Бельгія

- Бенін

- Білорусь

- Болгарія

- Болівія

- Боснія і Герцеговина

- Ботсвана

- Бразилія

- Бруней

- Буркіна-Фасо

- Бурунді

- Бутан

- В'єтнам

- Вануату

- Велика Британія

- Венесуела

- Вірменія

- Габон

- Гаїті

- Гамбія

- Гана

- Гаяна

- Гватемала

- Гвінея

- Гвінея-Бісау

- Гондурас

- Гренада

- Греція

- Грузія

- Данія

- Джибуті

- Домініка

- Домініканська Республіка

- ДР Конго

- Еквадор

- Екваторіальна Гвінея

- Еритрея

- Естонія

- Ефіопія

- Єгипет

- Ємен

- Замбія

- Зімбабве

- Ізраїль

- Індія

- Індонезія

- Ірак

- Іран

- Ірландія

- Ісландія

- Іспанія

- Італія

- Йорданія

- Кабо-Верде

- Казахстан

- Камбоджа

- Камерун

- Канада

- Катар

- Кенія

- Киргизстан

- Кіпр

- Кірибаті

- КНР

- Колумбія

- Коморські Острови

- Республіка Конго

- Коста-Рика

- Кот-д'Івуар

- Кувейт

- Лаос

- Латвія

- Лесото

- Литва

- Ліберія

- Ліван

- Лівія

- Люксембург

- М'янма

- Маврикій

- Мавританія

- Мадагаскар

- Малаві

- Малайзія

- Малі

- Мальдіви

- Мальта

- Марокко

- Маршаллові Острови

- Мексика

- Мозамбік

- Молдова

- Монголія

- Намібія

- Науру

- Непал

- Нігер

- Нігерія

- Нідерланди

- Нікарагуа

- Німеччина

- Нова Зеландія

- Норвегія

- ОАЕ

- Оман

- Пакистан

- Палау

- Панама

- Папуа Нова Гвінея

- ПАР

- Парагвай

- Перу

- Південна Корея

- Південний Судан

- Польща

- Португалія

- Північна Македонія

- Росія

- Руанда

- Румунія

- Сальвадор

- Самоа

- Сан-Марино

- Сан-Томе і Принсіпі

- Саудівська Аравія

- Есватіні

- Сейшельські Острови

- Сенегал

- Сент-Вінсент і Гренадини

- Сент-Кіттс і Невіс

- Сент-Люсія

- Сербія

- Сирія

- Сінгапур

- Словаччина

- Словенія

- Соломонові Острови

- Сомалі

- Судан

- Суринам

- Східний Тимор

- США

- Сьєрра-Леоне

- Таджикистан

- Таїланд

- Танзанія

- Того

- Тонга

- Тринідад і Тобаго

- Тувалу

- Туніс

- Туреччина

- Туркменістан

- Уганда

- Угорщина

- Узбекистан

- Україна

- Уругвай

- Федеративні Штати Мікронезії

- Фіджі

- Філіппіни

- Фінляндія

- Франція

- Хорватія

- Центральноафриканська Республіка

- Чад

- Чехія

- Чилі

- Чорногорія

- Швейцарія

- Швеція

- Шрі-Ланка

- Ямайка

- Японія